# Bien public mondial
Les biens publics mondiaux (BPM) sont des biens publics appliqués à l'échelle mondiale. Ils constituent un objet d'étude de la science économique ainsi qu'un objectif des politiques publiques. 

## Concept
Les biens publics mondiaux sont avant tout des biens publics. Ils répondent par conséquent à la définition des biens publics classiques : non-rivaux, l'utilisation du bien par l'un n'empêche pas l'utilisation du bien par l'autre ; non-excludables, il est impossible d'exclure qui que ce soit de l'utilisation de ce bien. Il est par conséquent impossible de s'abstenir de les utiliser, comme il est impossible de priver les autres de les utiliser.
L'écosystème de la Terre, sa biodiversité et la qualité de l'air sont ainsi des biens publics mondiaux. La lutte mondiale contre le terrorisme correspond également à cette définition. L'analyse des conséquences en chaîne des grandes pandémies de l'histoire ont mené certains chercheurs à soulever la question de la qualification de la santé comme un bien public mondial.
Interprété de manière large, le bien public mondial est supposé par certains comme devant être l'objectif final de toutes les politiques publiques, afin de l'établissement sur Terre d'un cadre de vie sain et soutenable dans le respect des droits de l'homme. 
Le concept a un impact considérable sur la pensée des relations internationales. En effet, la permanence de ces biens publics nécessite une collaboration et une coopération entre les puissances mondiales, les superpuissances devant par ailleurs jouer un rôle majeur dans leur défense. Un des premiers biens publics mondiaux serait alors le respect du commerce international, c'est-à-dire la possibilité pour des pays d'échanger leurs biens de manière sécurisée.

## Histoire
Les biens publics mondiaux sont conceptualisés après les biens publics. L'Organisation des Nations unies joue un rôle majeur dans leur popularisation. Elle a lieu, notamment, à travers le Programme des Nations unies pour le développement (PNUD). Dans un ouvrage d'économie politique internationale, Coopération internationale au XXIe siècle, l'organisation fait émerger le concept, qui est ensuite abondamment repris.

## Débats et critiques
Le concept de bien public mondial est critiqué par certains chercheurs pour son imprécision. En effet, l'ambiguïté de la définition du concept permet de qualifier de bien public mondial un nombre de biens très élevé, et donc impossible à lister.
Le caractère vital d'un certain nombre de ces biens conduit Joseph E. Stiglitz à appeler à une meilleure régulation internationale et à une coopération plus étroite des pays du monde, sous l'égide de l'Organisation des Nations unies, afin de préserver ces biens vitaux.